# Салигија
Салигија је надолазећи српски играни филм из 2025. године, у режији Петра Ристовског.

## Радња
Тематика филма заснована је на мотиву седам смртних грехова, које тумаче главни јунаци.
Након апокалипсе која се догоди на земљи, њихов свакодневни живот престаје и они се убрзо нађу у непознатом простору, у којем време стоји.
Како радња одмиче, они се присећају живота пре апокалипсе и разоткривају своју нимало похвалну прошлост.

## Улоге
| Глумац            | Улога    |
| ----------------- | -------- |
| Данило Лончаревић | број 1   |
| Бојана Грабовац   | број 2   |
| Теодора Ристовски | број 3   |
| Милош Лаловић     | број 4   |
| Владан Милић      | број 5   |
| Павле Јеринић     | број 6   |
| Слободан Алексић  | број 7   |
| Лазар Ристовски   | хоровођа |